# T’aejo (1335–1408)
T’aejo (kor. 태조, chiń. 太祖; ur. 27 października 1335, zm. 24 maja 1408), Ri Sŏng Gye – założyciel koreańskiej dynastii Ri, władca Korei (Joseon) w latach 1392–1398.
Jego ojciec Ri Ja Chun był niskiej rangi mongolskim urzędnikiem narodowości koreańskiej. Jego matka Królowa Uihye była Chinką z regionu Shandong. 
Ri Sŏng Gye służył w armii Koryŏ i wspiął się po szczeblach kariery, uczestnicząc w kampaniach przeciwko zewnętrznym najazdom. Zyskując coraz większe wpływy doprowadził do upadku poprzedniej dynastii w 1392 roku. Obejmując rządy jako król T’aejo przywrócił krajowi nazwę Chosŏn (조선), ustanowił neokonfucjanizm oficjalną doktryną państwową, przeniósł też stolicę do Seulu (wówczas Hansŏng). W 1398 roku, podczas sporu między swoimi synami, abdykował; zmarł w 1408 roku.